# Svjetski kup u vaterpolu 1987.
Svjetski kup u vaterpolu 1987. bio je peto izdanje tog natjecanja. Održano je u Solunu u Grčkoj od 10. do 17. svibnja.

## Turnir
Prvo kolo
- Jugoslavija 9:9  SSSR
- Njemačka 8:7  SAD
- Italija 12:6  Španjolska
- Kuba 12:5  Grčka

Drugo kolo
- Jugoslavija 12:12  Njemačka
- SSSR 11:4  Grčka
- SAD 8:7  Španjolska
- Italija 10:9  Kuba

Treće kolo
- Jugoslavija 11:8  Španjolska
- SSSR 11:8  Kuba
- Njemačka 10:4  Grčka
- SAD 7:3  Italija

Četvrto kolo
- SSSR 12:7  Italija
- Njemačka 14:9  Kuba
- Jugoslavija 9:8  SAD
- Španjolska 11:8  Grčka

Peto kolo
- Jugoslavija 9:8  Italija
- SSSR 9:9  Njemačka
- SAD 10:2  Grčka
- Španjolska 12:9  Kuba

Šesto kolo
- Jugoslavija 12:4  Grčka
- SSSR 11:9  Španjolska
- SAD 8:7  Kuba
- Italija 8:7  Njemačka

Sedmo kolo
- Jugoslavija 13:5  Kuba
- SSSR 7:5  SAD
- Njemačka 9:6  Španjolska
- Italija 12:4  Grčka

## Konačan poredak
| Mj. | Država      |
| --- | ----------- |
| 1.  | Jugoslavija |
| 2.  | SSSR        |
| 3.  | Njemačka    |
| 4.  | SAD         |
| 5.  | Italija     |
| 6.  | Španjolska  |
| 7.  | Kuba        |
| 8.  | Grčka       |